# البيه المزيف (فلم)
البيه المزيف فيلم مصري تم إنتاجه عام 1945، من تأليف السيد زيادة إخراج إبراهيم لاما وبطولة بدر لاما وببا عز الدين.

## قصة الفيلم
"منير" ممثل شاب يشبه إلى حد كبير "حسن بك" والذي يلحظ ذلك سكرتير حسن بك حين مشاهدته لإحدى الروايات التي يقوم ببطولتها "منير". يحدث أن يسافر "حسن بك" خارج البلاد موصيا سكرتيره بعدم إخبار أحد عن سفره، وينفذ السكرتير تعليمات رئيسه إلا أنه يحتاج إلى وجود "حسن بك" فيعود بذاكرته للرواية التي شاهدها ليستعين ب"منير" لتمثيل دور "حسن بك" في العمل. يقوم "منير" بما طلب منه بمباشرة أعمال "حسن بك" وتحدث المفارقات والملابسات الكوميديه إلى أن يعود "حسن بك" ليجد "منير" قد أقام حفلا كبيراً بمناسبة عيد ميلاد زوجة حسن بك. حين يلتقي بسكرتيره يشرح له كل شيء وتطرأ ل"حسن بك" فكرة التأكد من إخلاص زوجته فيترك الامر على ما هو عليه ويختفي وسط المدعوين ويتأكد من إخلاص زوجته ووفاءها فيكشف الأمر للجميع ويشكر "منير" على ما قام به أثناء سفره.

## فريق العمل
- إخراج: إبراهيم لاما
- تأليف: السيد زيادة

طاقم العمل:
- بدر لاما
- ببا عز الدين
- ليلى فوزي
- محمد الجنيدي
- حسن كامل
- السيد بدير
- بشارة واكيم

## روابط خارجية
- البيه المزيف على موقع IMDb (الإنجليزية)
- البيه المزيف على موقع الدهليز
- البيه المزيف على موقع قاعدة بيانات الأفلام العربية